# Yves Ollech
Yves Ollech (* 1970 in Wernigerode) ist ein deutscher Koch.

## Werdegang

Restaurant Essigbrätlein

Nach der Ausbildung im Hotel Adler in Asperg arbeitete Ollech in den Schweizer Stuben bei Fritz Schilling in Wertheim.
Seit 1997 arbeitet er als Küchenchef gemeinsam mit Inhaber Andree Köthe im Restaurant Essigbrätlein in Nürnberg, das seit 1999 mit einem und seit 2007 mit zwei Michelin-Sternen ausgezeichnet wird.
Seit 2008 steht Gemüse im Mittelpunkt der Küche, ohne die oft in der Sternegastronomie üblichen Edelprodukte.

## Auszeichnungen
- 1999: Ein Michelinstern im Michelin 2000[3]
- 2007: Zwei Michelinsterne im Michelin 2008[3]
- 2021: Koch des Jahres von Der Feinschmecker[5]

## Publikationen
- Andree Köthe und Yves Ollech: Die Kunst des Würzens. Girschek Verlag 1999, ISBN 3-906263-02-9.
- Andree Köthe und Dagmar Ehrlich: Weine 1999. Wegweiser für den Einkauf. Girschek 1999, ISBN 978-3-926442-21-5.
- Andree Köthe: SZ Bibliothek der Köche, Süddeutsche Zeitung / Bibliothek 2008, ISBN 978-3-86615-567-1.
- Andree Köthe und Yves Ollech: Gemüse. Tre Torri Verlag, 2011, ISBN 978-3-941641-24-2.
- Andree Köthe und Yves Ollech: Gemüse2: Rezepte aus dem Essigbrätlein. Tre Torri Verlag, 2015, ISBN 978-3-944628-62-2.